# Melvin Price
Charles Melvin Price, född 1 januari 1905 i East St. Louis i Illinois, död 22 april 1988 i Camp Springs i Maryland, var en amerikansk politiker (demokrat). Han var ledamot av USA:s representanthus från 1945 fram till sin död.
Price ligger begravd på Mt. Carmel Cemetery i Belleville i Illinois.